# 我死前的百物語
《我死前的百物语》是在2020年起於《Sunday Webry》發表的恐怖類型日本漫畫，漫畫正篇連載至2025年3月14日正式完結，正篇故事共計100話。標題中的「百物語」為日本傳統的怪談會之一，號招參與者訴說怪談故事和準備100隻蠟燭，每說完一個故事，便吹熄一根蠟燭，傳說當蠟燭全部吹熄時，妖怪便會出現。
故事敘述一名就讀小學的男孩優馬因為聽見同班女同學陽菜提起「百物語」的事情，由此展開進行「百物語」的計劃，但是延伸出連串失控可怕的事件讓身邊的人們陷入險境之中。每一話均以「第oo夜」標示，開頭與結尾均會交代敘事者現實環境的人事物動態，每一話登場角色訴說的單元故事為獨立篇章單元劇。每冊單行本都會附錄作者開始進行恐怖漫畫延伸的經歷，或是作者親身經歷的雜談漫畫短篇。
本作發行後，因為採用同步交代敘事者現實劇情路線和短篇故事線的雙線敘事手法和想像力，獲得評論家的好評，更分別在2022年與2023年提名為「下一部人氣漫畫大賞」網路漫畫組參選名單。目前已被翻譯為英語、法語、泰語、中文等多國語言。繁體中文版由尖端出版社取得授權出版。

## 故事簡介
本作的故事背景建立在近現代的日本，講述環繞著小學生優馬和身邊人士延伸的恐怖經歷。在某日放學期間，優馬被班上的女同學陽菜撞見他獨自在教室窗邊試圖跳樓尋短，為了及時挽救優馬以免發生憾事，陽菜急忙詢問優馬是否聽過「百物語」和說明相關概念。優馬感謝陽菜並不再做出危險行為，取而代之的則是開始在自己的住家臥室持續進行「百物語」的計劃，還得防範源自他人的干擾，作中更同步揭曉優馬經常在不符合父親和繼母的期望與課業表現欠佳時，面臨他們加諸在精神與肢體方面的家庭暴力，而且兩者會刻意在外人來訪時收歛掩飾行為，以致於優馬求助無門。優馬向陽菜坦白並邀請她加入「百物語」計劃，與此同時一股危險的超自然力量開始出現，進而傷及試圖懲罰優馬的繼母，連加入「百物語」活動說故事的陽菜也時而出現怪異舉動但不記得發生的事。繼母對優馬愈加怨憤不滿並致電通報警方準備處置他，這使得前來調查的青年警察高柳發現了優馬長期遭受家暴的實情，但是優馬遭受父親和繼母的阻撓與堅持進行「百物語」的計畫，無法欣然接受高柳試圖救援他的心意和行動，他還在高柳某日來訪期間將對方推落窗台，接著高柳也被超自然力量攻擊負傷。
優馬在某次被繼母懲罰在家裡的衣櫃關禁閉，適逢陽菜拜訪家裡交付家庭作業，趁機向她大聲求救才正式脫困。高柳再次準備將優馬帶離家庭，結果被一股力量拖出窗外而墜樓慘死。驚覺事態嚴重的優馬聯合陽菜將高柳的遺體裝進行李箱棄屍，然而該行李箱被民眾發現導致事件曝光，繼母還察覺優馬涉及棄屍案選擇報警處理。接手調查高柳命案、擁有靈能力的青年警官木戶和優馬約談，警覺優馬住家盤據的超自然力量與優馬進行「百物語」的秘密，他還在觀察的過程中及時透過隨身攜帶的藁人形轉移超自然力量的侵蝕，為杜絕後患請求優馬和他合作祓除根源。優馬顧慮木戶可能妨礙計劃，加上陽菜開始受超自然力量的牽連導致體質衰弱負傷，思及木戶運用藁人形轉移傷害的能力或能成為解救陽菜的關鍵，刻意在木戶拜訪家裡時設局陷害對方，卻未料木戶已經用盡所有藁人形而承受了超自然力量的傷害。木戶為了挽救陽菜的生命和考量自己餘命無幾，將她的傷勢轉移至自身，最終暴斃在自己的住所。陽菜反思優馬進行「百物語」以來造成的連串負面影響，她希望阻止優馬鑄成大錯，趁著拜訪優馬家裡的空檔持點火器燒毀超自然力量的源頭物件，反遭超自然力量奪舍。
優馬發現陽菜出現失憶和昏睡症狀等異常行動的頻率愈加嚴重，不但家裡出現超自然現象的程度也跟著變本加厲，連父親也在某夜巡視優馬的臥室時，為了察看家裡的異常動態被超自然力量殺死。優馬正式體認自己的行動已釀成連串禍害，更指出附身陽菜並引發連串超自然事件的靈體，其實是自己早逝的母親，他還獲知唯有完成「百物語」才能讓母親徹底奪取陽菜的身軀留在世間的事實，雖然擔憂陽菜的安危仍被母親以親情綁架要求完成「百物語」。隨著陽菜短暫恢復意識並再度被優馬的母親佔據意識，優馬向母親提出「在陽菜完成『百物語』消失前，讓陽菜跟著她的家人度過最後時光，讓所有人不留遺憾」的請求獲准，他趁著母親附身在陽菜的身上離家期間，暗地感謝陽菜並伸手向桌上的某物件。最終回憶片段揭示優馬因為思念過世的母親心切，加著被父親施暴時剛好發生騷靈現象，他深信並決定將母親的靈魂帶回人間，積極尋找通靈相關資料和詢問陽菜見及幽靈的方式，更不惜作出故事開頭準備跳樓的舉動，才會讓陽菜為阻止他提及「百物語」的概念。事件過後，陽菜因為優馬的離世悲慟不已，但從母親的手裡取得優馬感謝她告知「百物語」相關訊息和提及優馬母子一同前往另一個世界的遺筆信，最終閱畢信件的陽菜無法壓抑對優馬的思念，將優馬的事件作為另一輪「百物語」的首篇故事。

## 登場人物

### 主要人物
優馬（聲：小若和郁那（有聲漫畫版））
本作中的男主角，小學生。優馬鮮少親近他人，母親早逝，與父親和繼母生活但經常飽受虐待，僅有成績表現優異或符合要求時才能獲得善待，源自家庭的創傷也使他不輕易相信來自成年人的善意。由於思念亡母心切，在偶然被父親施暴期間適逢家裡發生騷靈現象，以此機緣尋找靈魂相關書籍和向班上女同學陽菜請教如何看見幽靈的方法。
故事開始時原本經常在校做出危險的舉動，在某日放學期間為了再見亡母以身涉險試圖跳樓，被陽菜藉口提及「百物語」的概念及時制止，轉而以自家臥室為起點展開完成「百物語」的計劃，作為多數怪談故事的主要敘事者，卻招引了危險的超自然力量，造成身邊的人們陸續被捲入危機之中。他隨著劇情開始在乎著陽菜，但也有為了目的不擇手段（例如將高柳警官推落窗台、為解救遭受超自然力量的陽菜設局陷害木戶警官等）的一面。直至察覺母親的靈魂奪舍陽菜的身軀接連造成三人死亡才驚覺釀成大錯，最終優馬為保住陽菜選擇讓自己的靈魂與母親前往另一個世界，死前將感謝陽菜的遺筆信寄給她，他的死亡也成為陽菜展開另一輪「百物語」的動機。
陽菜
本作中的女主角，優馬的同班女同學。陽菜個性溫和善良，她非常關心且對優馬有好感，是優馬在作中少數願意敞開心扉與之交流的對象。喜歡妖怪相關題材故事，因為被優馬詢問如何看見幽靈的通靈方式，誤認優馬是同好而親近對方。故事開始時發現優馬嘗試在教室跳樓，雖然不喜歡驚悚恐怖議題，仍為了制止對方和出於情急詢問他是否聽過能召喚往生者靈魂的「百物語」，是促成優馬開始訴說「百物語」的關鍵人物。在獲知優馬開始訴說「百物語」後，時而被優馬邀請訴說怪談故事，訴說的故事偏向溫和風格。
她曾經因為優馬缺席學校課程，拜訪他的家裡交付作業，意外解救了當時被囚禁在衣櫃裡的優馬，但隨著故事的進行開始出現被靈體附身操控（後揭露為優馬的生母）和夢遊的現象，也察覺優馬的心境逐漸走向崩壞感到擔憂。陽菜被超自然力量侵蝕負傷期間獲得木戶警官捨命相救，體認自己與優馬因為進行「百物語」釀成包含木戶警官犧牲在內的錯誤，為了遏止優馬鑄成大錯持點火器燒毀優馬桌上的物件，反遭優馬的生母奪舍，短暫恢復神智期間獲知優馬的生母歸來的消息並請求與之會面，經由優馬的爭取安排在「百物語」完成前，返家和自己的家人共度團聚時光，逃過被徹底奪舍的後果。在優馬過世後悲痛不已，自行展開另一輪的「百物語」並將優馬的經歷作為首篇故事，從母親手裡收到優馬的遺筆信。

### 次要人物
優馬的父親和繼母（聲：首藤志奈（繼母，有聲漫畫版））
本名不詳的夫婦，分別是優馬的父親和繼母，夫婦倆的全容貌直至漫畫最終話回憶片段始正式登場。前者是上班族（部分情境以全身塗黑的身影露面），經常在星期五晚間朝優馬施暴，後者職業未明。夫婦倆會要求優馬取得優秀的學業成績，但經常背著外人將他當成出氣筒，虐待和破壞拋棄他的物品，同時阻撓優馬向外求救，被優馬私底評論為「不懂得別人傷痛的人」。兩者隨著優馬進行「百物語」的計劃，成為被超自然力量攻擊的目標，使優馬遭受夫婦倆更加嚴重的猜忌和敵意，在高柳警官的遺體被發現後，優馬的繼母因為優馬的一時說漏嘴，將優馬當成殺人兇手報警處裡，但是優馬在木戶警官偵訊時隱瞞實情，以至於優馬沒有被警方逮捕。
漫畫第85話-漫畫第86話，優馬的父親在巡視優馬的臥室期間，因為察覺家裡出現不明騷動，準備察看騷動源頭時被超自然力量殺害。成為第三位因為優馬的百物語計劃遇害死亡的當事者。
馬金
優馬從母親手裡獲贈心愛的馬型玩偶，隨著劇情進展受超自然力量的影響會變身成一匹真馬，但在變身期間會攻擊優馬除外的他人（被優馬尋獲時嘴邊殘留血跡與毛髮）。曾經在變身期間攻擊過優馬的父親和繼母。劇中一度被優馬的父親和繼母丟棄，後來被尋回。
高柳（聲：浪川大輔（有聲漫畫版））
青年警官，由於職業的影響接觸不少人事，能理解他人的渴望。本作中以接獲優馬的繼母報案為機緣，接觸並發現優馬遭受虐待的隱情，關切之餘準備將他帶離家庭，但被優馬當成妨礙自己行動的對象，不但被優馬從窗戶推落，還遭受超自然力量襲擊負傷。高柳發現了優馬會獨自待在臥室說鬼故事的習慣，雖不明原由仍自願為他訴說一篇怪談，但同時為優馬未能回應釋出的善意感到氣餒。後來再次嘗試帶優馬離開未果，當著他的面前被超自然力量拖下窗戶重傷致死。優馬為了藏匿高柳的遺體掩飾事態，盜取父親的行李箱並夥同陽菜將高柳的遺體裝箱棄屍，但最終其遺體仍被民眾發現，也促使木戶介入調查優馬等人。第一位因為優馬的百物語計劃遇害死亡的當事者。
木戶
任職警視廳特別對策課的青年警官，特徵是清俊的容貌和異色雙瞳。木戶的性格謹慎小心和願意捨己為人，擁有強大的靈力資質和超自然知識，他平常習慣用眼罩遮掩俱備靈視能力的右眼，能將他人的傷害轉移至自己身上，還能製作並藉由藁人形轉移抵銷源自超自然力量的傷害，但是藁人形製做不易且不能重複使用是其缺點。木戶因為受指派調查高柳警官的遇害事件，負責約談涉及案件的優馬，察覺後者的臥室存在著危險的超自然存在，也在接觸優馬的過程獲悉對方進行「百物語」的祕密。他原本想請優馬合作祓除超自然的存在，但是優馬顧慮他將會妨礙行動，加著發生陽菜被超自然力量襲擊侵蝕的事件，導致木戶在用完最後一個藁人形的狀態遭試圖解救陽菜的優馬設局，被超自然力量侵蝕受傷。故事後期為了救陽菜的性命，將陽菜承受的傷害轉移自己身上，由於身體不堪接連承受超自然傷害，在遍佈異常傷痕的狀態死在自己的家裡，成為第二位因為優馬的百物語計劃遇害死亡的當事者。事後優馬利用電腦查閱網路新聞獲知木戶的死訊，陽菜也在警覺木戶未再現身後決意阻止優馬的行動。
優馬的生母
本作的關鍵角色之一，本名不詳，優馬的親生母親，其生前的容貌在漫畫最終話優馬的回憶片段登場，在優馬的印象裡是溫柔善良的女子。生前曾在校園的家長參觀日主動帶領身體不適的陽菜前往醫務室，令陽菜感念在心。在優馬尚年幼時過世，靈魂仍留在人間守護優馬。
本篇中因為優馬持續進行「百物語」的活動，其靈魂隨之被召喚，接連引發超自然現象朝試圖對優馬不利或妨礙「百物語」進行者發動攻擊，更為此奪取陽菜的身軀附身，依序殺死高柳和傷害陽菜，間接導致木戶為解救陽菜犧牲，連優馬的父親也無法倖免。有鑑於優馬只要中斷「百物語」便無法讓她持續奪舍陽菜，利用親情綁架和誆稱陽菜的靈魂會上天堂，要求優馬完成「百物語」，以達成徹底奪舍陽菜並和優馬在一起生活的願望。在「百物語」後期同意優馬的請求，讓陽菜在完成「百物語」的前夜返家與家人團聚。故事最終話與優馬的靈魂團聚，母子共赴另一個世界。
陽菜的母親
漫畫最終話登場，本名和職業不詳。在最終話優馬過世後，關切心情低落的陽菜，將優馬預留的遺書給她。

## 出版書籍
各篇故事標題中文版翻譯以尖端出版社繁體中文版為主。
| - 第一夜：「作伴（）」 - 第二夜：「失物（）」 - 第三夜：「黏土人（）」 - 第四夜：「已送達（）」 - 第五夜：「鬼水（）」 | - 第六夜：「生命線（）」 - 第七夜：「跑腿小弟（）」 - 第八夜：「吵架（）」 - 第九夜：「那個世界（）」 - 第十夜：「蝸牛（）」 - 特別收錄: 番外篇「超自然研究會的日常（）」 |

| - 第十一夜：「報時人（）」 - 第十二夜：「粗點心店（）」 - 第十三夜：「普通的家庭（）」 - 第十四话：「早上好（）」 - 第十五夜：「鏡像（）」 | - 第十六夜：「速配軟件（）」 - 第十七夜：「棄兒（）」 - 第十八夜：「清爽口香糖（）」 - 第十九夜：「八尺大人（）」 - 第二十夜：「危險的鄰居（）」 - 特別收錄: 番外篇「困難的時候，辛苦的時候（）」 |

| - 第二十一夜：「蒙塵（）」 - 第二十二夜：「假裝不知道（）」 - 第二十三夜：「旋轉木馬（）」 - 第二十四夜：「背面（）」 - 第二十五夜：「吹牛奶奶（）」 | - 第二十六夜：「撿零錢（）」 - 第二十七夜：「怪臉（）」 - 第二十八夜：「思君不見君（）」 - 第二十九夜：「成佛（）」 - 第三十夜：「爬爬（）」 - 特別收錄: 番外篇「恐怖聖誕節（）」 |

| - 第三十一夜：「像家一樣（）」 - 第三十二夜：「那一天（）」 - 第三十三夜：「目不轉睛（）」 - 第三十四夜：「驅除害靈（）」 - 第三十五夜：「生日快樂（）」 | - 第三十六夜：「污穢（）」 - 第三十七夜：「找身體的頭（）」 - 第三十八夜：「告別深山（）」 - 第三十九夜：「暗村（）」 - 第四十夜：「惡魔崇拜（）」 - 特別收錄: 番外篇「千鳥＆Cookie！的回憶（）」 |

| - 第四十一夜：「薛定格（）」 - 第四十二夜：「稻草人村（）」 - 第四十三夜：「後排座位（）」 - 第四十四夜：「聞到芳香（）」 - 第四十五夜：「裂口女（）」 | - 第四十六夜：「套娃（）」 - 第四十七夜：「兩人共乘（）」 - 第四十八夜：「黑毛衣（）」 - 第四十九夜：「巨響（）」 - 第五十夜：「認錯人（）」 - 特別收錄: 採訪篇 |

| - 第五十一夜：「看不見的東西（）」 - 第五十二夜：「愛作怪大人（）」 - 第五十三夜：「舉手（）」 - 第五十四夜：「釣魚帳號（）」 - 第五十五夜：「鈴聲（）」 | - 第五十六夜：「不原諒（）」 - 第五十七夜：「鬼壓床（）」 - 第五十八夜：「巴甫洛夫的少年（）」 - 第五十九夜：「隧道（）」 - 第六十夜：「竊聽（）」 - 特別收錄: 第六屆少年Sunday感謝祭篇 |

| - 第六十一夜：「躲貓貓（）」 - 第六十二夜：「逃離追擊（）」 - 第六十三夜：「多層夢（）」 - 第六十四夜：「兼職（）」 - 第六十五夜：「兒童販賣機（）」 | - 第六十六夜：「欄杆（）」 - 第六十七夜：「除靈溫泉（）」 - 第六十八夜：「赤之書（）」 - 第六十九夜：「龜（）」 - 第七十夜：「床下（）」 - 特別收錄: 番外篇「終於到了這一天（）」 |

| - 第七十一夜：「人工智慧（）」 - 第七十二夜：「兩墓山站（）」 - 第七十三夜：「報復（）」 - 第七十四夜：「礙事的人（）」 - 第七十五夜：「深夜的鏡子（）」 | - 第七十六夜：「冥河（）」 - 第七十七夜：「螞蟻的行列（）」 - 第七十八夜：「豬女（）」 - 第七十九夜：「拉勾起誓（）」 - 第八十夜：「最棒的改造（）」 |

| - 第八十一夜：「回不來的妻子（）」 - 第八十二夜：「幽靈茸（銀龍草）（）」 - 第八十三夜：「皮包（）」 - 第八十四夜：「美麗人生（）」 - 第八十五夜：「抱膝坐（）」 | - 第八十六夜：「有誰在那裡？（）」 - 第八十七夜：「死靈對話（）」 - 第八十八夜：「去公園吧（）」 - 第八十九夜：「納豆（）」 - 第九十夜：「來自親人的書信（）」 |

| - 第九十一夜：「騷靈現象（）」 - 第九十二夜：「座敷童子（）」 - 第九十三夜：「靈異照片（）」 - 第九十四夜：「在這裡喔（）」 - 第九十五夜：「那座祠堂（）」 | - 第九十六夜：「完美複製（）」 - 第九十七夜：「狐狗狸（）」 - 第九十八夜：「冥婚（）」 - 第九十九夜：「廁所裡的花子（）」 - 最終夜 ：「母親（）」 |

## 創作過程
作者的野アンジ在漫畫第一冊單行本附錄說明道，原本他在從事恐怖漫畫創作的三年前，創作風格以喜劇為主，但由於當時未能獲得迴響而陷入創作瓶頸中。的野與新任責任編輯宮川相談期間，宮川提議讓的野嘗試創作恐怖漫畫，起先的野因為害怕恐怖事物有所猶豫，但還是採取行動嘗試創作，將草稿交給宮川審閱，意外獲得宮川給予「恐怖、有趣，你有這個資質」的評價。此後的野為了充實恐怖作品的創作知識，開始嘗試加入大學的超自然研究社社團，陸續嘗試恐怖電影觀賞會、製作藁人形、探訪靈異地點等活動。的野與助手滿谷繪製漫畫期間也會用智慧手機播放怪談進行創作。
作者在大學時期曾經和當時為主持節目抵達校園參訪的搞笑藝人「野性爆彈」的cookie有過短暫交流的經歷，當時cookie聽聞作者想要成為漫畫家的志願，將自己繪製的簽名設計圖贈與作者，作者向cookie允諾未來出書時會使用其贈送的簽名圖，後來作者如願出書，將這段往事繪製成番外篇收錄在漫畫單行本，cookie則在與作者再會的同時，祝賀出書兼勉勵朝向真人戲劇化和動畫化的方向努力。
2024年8月，的野接受網路媒體「Walkplus+」採訪時稱，他在創作過程中也會從都市傳說進行取材（例如第30夜故事「爬爬」），認為比起出現明確對象，不知何時出現的懸疑狀態更為驚悚。

## 相關活動
2025年3月，《Sunday Webry》編輯部因應該作將在該月份完結，在官方「X」發布公告，參與活動者在「X」平台發文投稿最喜歡的怪談並用提及該作的標籤，獲選的十名投稿者獲贈獎品為作者簽名的商品。同月份開設投票活動網站，讓讀者在3月14日至3月31日從作中登場的100個故事票選精選故事人氣排行榜。

### 有聲漫畫
- 第三夜：「黏土人」（有聲漫畫版配音：浪川大輔（春人）、首藤志奈（黏土人）、水上歩夢（同級生）[3]）
- 第四十七夜：「兩人共乘」（有聲漫畫版配音：浪川大輔（誠）、白石冬彌（倫）、小若和郁那（誠的母親）、首藤志奈（倫的母親）[13]）

## 迴響與評價
在講述班級風紀委員金子因為老師的命令必須持續和同學打招呼但無法獲得回應，發生事故死後仍持續和班上同學打招呼，直至該單元主角主動回應她才釋懷消失的漫畫第14夜故事「早上好」發佈後，讀者在的野「X」給予該故事的評論包含「悲傷和恐怖的故事」、「恐怖但動人心弦」，作者的野受訪時對該篇故事提出個人評論解讀，稱「互相問候令人感到快樂，但沒人回應問候時令人難過」，才催生出金子的角色創作，而金子最終收到該單元主角回應的表情反應，正是收穫她認為永遠不會回复的問候的回复，想要傳達高興和失望的心情。
的野在個人推特發佈漫畫第38話「告別深山」，在該篇貼文註明「我希望你明白最後一頁的含義」後，該篇漫畫篇章貼文獲得超過15000名用戶按讚。根據日本新聞網站「walkerplus」採訪與統計，讀者對該篇的結尾解讀反應大相迴異，做出正面解讀的讀者認為與兄長對話的少年「最後一次對話的解釋是『不要再來』和『我明白』。」，但也有部分讀者評論道臨別時的話是否含有詛咒的意思，作者的野針對讀者該篇的反應回應為「對於兄弟們來說，有人以好的方式看待這個結局，也有人以不好的方式看待它。 對於這個故事裡的兄弟來説，到底怎麼做才是正確的，儘管如此，我非常感激他們每個人都考慮了自己的決定。」。
2023年1月22日深夜，日本廣播電台日本放送主持的節目「ミューコミVR」中，擔任該集節目主持人的播音員吉田尚記在節目裡介紹本作，吉田稱讚該作的優點分別為「作者構思每一話故事內容的想像力、僅能用圖像描繪的恐怖、同時描繪故事單元和敘事主角的雙層敘事結構」。在漫畫單行本出版至第7冊時，伊藤潤二為該冊單行本的書腰封撰寫推薦語，伊藤潤二評論道「我超級喜歡每一話中那些切入精彩的怪談」。作家「約克夏（ヨークシャー）」在《Real Sound》撰稿評論該作，指稱恐怖故事結合由主角優馬敘述的手法，讓該作成為直白且吸睛的恐怖之作，加上描冩都市傳説和潛藏在身邊的恐怖故事，還有全程貫徹優馬的故事，不但不會讓讀者產生倦怠感，還會令人在意優馬說完百物語故事後的結局。漫畫正篇所有故事完結後，漫畫官方舉辦讀者票選作品精選故事的活動並於2025年4月1日公布結果，共計投票總數11405票，漫畫第8話故事「吵架」以1351票獲選為第一名的故事
。
本作同時被遴選為「下一部人氣漫畫大賞」2022年度和2023年度的網路漫畫組提名。

## 備註
1. ↑  有聲漫畫版配音人員名單標示為優馬的母親[3]，其後漫畫第87話判明為繼母[1]

## 外部連結
Sunday Webry連載網站 （页面存档备份，存于）

漫畫作者的野アンジ推特的X（前Twitter）